# Buxton Crescent
Il Buxton Crescent, citato popolarmente solo come The Crescent (in inglese La mezzaluna) per la caratteristica pianta semicircolare, è un edificio storico sito a Buxton, nel Derbyshire, Inghilterra, Regno Unito, uno dei monumenti classificati (Listed building) di Grade I.

## Storia
Analoga all'impostazione della Royal Crescent di Bath, opera dell'architetto John Wood il Giovane realizzata un paio di decenni prima, e descritta dal Royal Institution of British Architects come "più riccamente decorata e del tutto più complessa", fu progettata dall'architetto John Carr e costruita su commissione di William Cavendish, V duca di Devonshire, tra il 1780 e il 1789.